# Майстер корабля
«Майстер корабля» — дебютний роман українського письменника Юрія Яновського, що порушує низку питань, особливо актуальних для модерністського покоління митців, та відображає творчу атмосферу 20–х років XX століття. Текст має ознаки містифікації, але все ж уважається автобіографічним. Роман написаний у 1928 році.

## Жанрові особливості
«Майстер корабля» — модерністський роман, стилізований під мемуари. Він має ознаки пригодницького, автобіографічного, а також утопічного та мариністичного фантастичного романів.
Текст побудовано як спогад оповідача й головного персонажа, але в його структуру також вплетено менші тексти, відмінні за жанром та стилістикою, що створює ефект кількарівневого дистанціювання від реальності — це листи його коханої — балерини Тайах, розповіді матроса Богдана, нотатки синів героя — Майка й Генрі, фантазії, мрії, перекази, ідеї сценаріїв й роздуми про різні життєві смисли самого мемуариста. Відтак перед читачем зображуються не просто будні з життя й творчої діяльності українських кіномайстрів 20-х років, не лише їхні турботи в зв'язку з побудовою сценарію фільму та спорудженням для цього спеціального корабля, а й узагальнені картини мистецької творчості.

## Сюжет
Сюжет роману складний, багатоплановий, побудований не в логічній послідовності подій, а в химерному переплетінні спогадів та асоціацій оповідача, сімдесятилітнього митця, лірична сповідь якого часто переплітається з різними історіями життя героїв. Авторська оповідь вільно зміщується в різні часові й просторові площини, відтак читач стає свого роду свідком і спостерігачем творення майстром і фільму, і роману, ніби мандруючи разом з автором то в реальному часі, то в спогадах, то в місті (Одесі), то в Італії, то на екзотичних островах, то в Румунії.
То-Ма-Кі, сидячи перед каміном, згадує свою молодість, свій приїзд до приморського міста, де він працюватиме редактором на кінофабриці, режисера Сева, Директора кінофабрики, Професора — усі вони згодом стануть друзями і творцями фільму; згадує й прекрасну жінку, листівка з зображенням якої стоїть у нього на каміні, — це балерина Тайах, яку вперше побачив на виставі і яка стала його коханням.
Витягнувши зі штормових хвиль непритомного матроса й повернувши його до життя, друзі (То-Ма-Кі й режисер Сев) вирішують знімати фільм, в основу якого покладені розповіді про морські пригоди врятованого ними моряка Богдана. Для зйомок будують справжній корабель-вітрильник.
Поданий як мемуари, роман насправді являє собою ліричні розповіді про становлення українського кіномистецтва, про морські пригоди і далекі екзотичні острови, про мистецтво суднобудування, про атмосферу творчості і кохання до незвичайної жінки.

## Проблематика
Кіномайстер То-Ма-Кі усе своє життя присвятив великій справі творення культури нації. Символічність мислення у романі відіграє визначальну художню роль. Воно дає широкі можливості для широких мистецьких узагальнень, характеристики дій героїв, їхніх почувань і устремлінь. Метафоричний лад твору приводить до думки, що з творчим натхненням, з турботою про культуру кожної нації, про майбутнє людства має будуватися все життя планети, і тоді вона перетвориться на ідеальне місце мирної праці й гармонійно розвинутих особистостей. Символічною є й назва твору: майстер корабля — це творець нового світу. Символічне світло випромінюють То-Ма-Кі і Сев, котрі намагаються не «загубити можливість шукати на землі вогні й ставити їх на березі ріки в майбутнє». У цих образах художньо матеріалізується ідея вітаїзму, того імпульсу життя, що є невід'ємною частиною світової гармонії. Ідеал письменника — гармонія, досконалість, довершеність. Якщо То-Ма-Кі (а також Сев, Професор, Тайах та ін.) уособлює сучасність, то його сини — пілот Майк і письменник Генрі — репрезентують у романі людей того уже збудованого ідеального краю, де законодавцем виступає мистецтво, творча праця.
Герої Яновського закорінені в національний ґрунт, виявляють себе духовними спадкоємцями гордого, сильного духом українського роду. Минуле ж, попереднє буття, конкретизується у творі в образі дев'яностолітнього діда. Його портрет, що увібрав в себе усю історію роду, висить у То-Ма-Кі на стіні: «Він стоїть у садку, спираючись на палицю. Йому не менше дев'яноста. … Він з однаковою гордістю стоятиме серед велетенських машин, він стоятиме на палубі океанського корабля, що йде в невідомі країни, він стоятиме з однаковою гордістю й серед неміряного степу, спираючись на палицю. Бо в ньому є одвічне обличчя Людини, суворі риси завойовника, серце мандрівника».
Роман сповнений роздумів талановитого художника слова про сенс земного буття, загадковість і велич людської душі, про її поривання до гармонії та краси шляхом осягнення і минулого, і сучасного, і майбутнього.

## Головні персонажі та їхні прототипи
- То-Ма-Кі (Товариш Майстер Кіно) — оповідач, за яким стоїть сам автор; редактор, сценарист і монтажер на кінофабриці.
- Сев — його близький друг, режисер. Прототип — Олександр Довженко.
- Богдан — моряк, про якого знімають кінофільм. Прототип — Григорій Гричер, український кінорежисер і сценарист.
- Тайах — балерина, у яку були закохані То-Ма-Кі та Сев. Прототип — Іта Пензо, російська актриса, балерина італійського походження. У середині 20–х років працювала в Одеському оперному театрі, знялась у фільмі О. Довженка «Сумка дипкур'єра». У 30-50-і роки була репресована.
- Професор — художник-постановник та науковий консультант на кінофабриці. Прототип — Василь Кричевський, який у 1925—1927 роках керував мистецькою частиною Одеської кінофабрики.
- Директор кінофабрики. Прототип — Павло Нечеса, колишній матрос, у 1925—1930 роках був директором Одеської й Київської кінофабрик. У 1937 р. був репресований.
- Майк — старший син То-Ма-Кі, пілот.
- Генрі — молодший син То-Ма-Кі, письменник.

## Епіграфи
Забирайте же с собою в путь, выходя из мягких юношеских лет в суровое, ожесточающее мужество, — забирайте с собою все человеческие движения, не оставляйте их на дороге: не подымете потом!…— Н. В. Гоголь
Nein! hier hat es keine Not:
Schwarze Madchen, weibes Brot!
Morgen in ein ander Stadtchen:
Schwarzes Brot und weibe Madchen.— J.W. Goethe
But the standing toast that pleased me most
Was, «The wind that blows, the ship that goes,
And the lass that loves a sailor!»— C. Dibdin
O navis, referent in mare te novi Fluctus?— Horatius

## Цитати
Тоді питання це — режисер і автор — стояло дуже гостро. Багато списів поламали прихильники однієї й другої групи. Але до згоди тоді ще не прийшли
Ти, може, взагалі проти цього фільму? Ти, може, думаєш завше одягати наших людей у драні свитки й вишивані сорочки? Страждання, злидні, соловейко й постійні мандри зі своєї землі — на землі інші, у каторгу, в ярмо, в перевертні? Ти думаєш, що ми не можемо підняти якір свого корабля й поставити паруси? Що ми не сильні духом і ділами для того, щоб заспівати веселої пісні про далекі краї, про блакитні високості неба, про бадьорі химери оновленого, духу? Так ти думаєш?
Бук піде в нас на кіль. На шпанти — корабельні ребра — їх треба тесати й з'єднувати з кількох шматків — дамо ми міцного дуба. Ми спокійно пливтимемо морем, коли знатимемо, що дуб захищає нас від важких хвиль. Там, де шпанти з'єднуються з кілем, ми покладемо ще поверх врубок, покладемо вздовж кіля важку дубову «кіль-свинку». Вона в'яже так шпанти, як людський хребет в'яже ребра. На стояки й палубні сволоки ми візьмемо червонавого, густого тису. Це дерево дає легкий лісовий запах, з яким легше обживати каюти. Обпланкуємо зовні й усередині — також тисом, бо він не боїться води й негній-деревом називається. Палуб зробимо дві — нижчу й вищу. Під першою буде їжа й товари, солодка вода й затишна темрява. Над першою будуть каюти. Над вищою — щогли з парусами і небо